# Rosa setigera
Espèce
Rosa setigera, le rosier de la prairie ou rosier à feuilles de ronce, est une espèce de plantes à fleurs de la famille des Rosaceae. C'est un rosier classé dans la section des Synstylae, originaire en Amérique du Nord de la région entre l'Atlantique et les montagnes Rocheuses.
Synonyme : Rosa trifoliata Raf.non Roxb. et Rosa fenestrata J.Down.

## Description
Rosa setigera forme un arbrisseau semi-couché très rustique d'un ou deux mètres de haut. Ses tiges sont arquées et présentent peu de petits aiguillons. Ses feuilles imparipennées ont généralement trois, rarement cinq folioles ovales, ayant de 3 à 9 cm de long.
Les fleurs, d'environ 5 cm de diamètre et regroupées en corymbes paniculés, sont roses et très parfumées. La  floraison intervient de juin à août.

## Jardinage
Rosa setigera est utilisé comme couvre-sol.

### Hybrides
Ses plus anciens hybrides ont disparu sauf 'Baltimore Belle' obtenu par Feast en 1834, très rustique, aux fleurs odorantes, très doubles de couleur rose. La floraison est tardive, en juillet-août.
- 'Erinnerung an Brod' (Geschwind, 1886) à fleurs doubles rose foncé ; il vient d'être retrouvé ;
- 'Doublons' (Howard 1934 : Rosa setigera × Rosa foetida bicolor) aux bouquets de fleurs jaune foncé, doubles, parfumées.
- 'Jean Lafitte' (Horvath, 1934 ) aux fleurs en coupe rose vif, très parfumées.
- 'Long John Silver' (Horvath, 1934) aux grandes fleurs très doubles, blanches, en coupe, parfumées.